# NGC 3108
NGC 3108 ist eine  linsenförmige Galaxie vom Hubble-Typ S0/a im Sternbild Luftpumpe (Antlia) südlich der Ekliptik. Sie ist schätzungsweise 110 Millionen Lichtjahre von der Milchstraße entfernt und hat einen Durchmesser von etwa 85.000 Lj.
Im selben Himmelsareal befinden sich u. a. die Galaxien NGC 3095, NGC 3100, IC 2533, IC 2539.
Das Objekt wurde am 28. Januar 1835 von John Herschel entdeckt.